# La Conférence de Wannsee
Pour les articles homonymes, voir Conférence de Wannsee (homonymie).
La Conférence de Wannsee (allemand : Die Wannseekonferenz) est un téléfilm austro-allemand de Heinz Schirk (de), diffusé en 1984. Il dépeint sous la forme d'un docu-fiction la conférence de Wannsee : Dietrich Mattausch (en) y tient le rôle principal de Reinhard Heydrich.

## Synopsis
Le téléfilm décrit en temps réel (sur 90 minutes), la réunion à Wannsee, des cadres et responsables du régime nazi, chargés de planifier sous la direction de Reinhard Heydrich la solution finale qui doit aboutir à l'extermination des Juifs d'Europe. Les dialogues et le déroulement des débats s'appuient sur les comptes rendus détaillés de la conférence, retranscrits par Adolf Eichmann et sur son témoignage lors de son procès en Israël.

## Distinctions
- 1984 : prix Adolf-Grimme[2]